# Lophocolea concreta
Lophocolea concreta là một loài rêu tản trong họ Lophocoleaceae. Loài này được Mont. miêu tả khoa học lần đầu tiên năm 1845.